# Joanna Józefowska
Joanna Maria Józefowska (ur. 1959) – polska inżynier informatyk, profesor nauk technicznych. Specjalizuje się w sztucznej inteligencji, eksploracji danych, badaniach operacyjnych oraz algorytmice. Profesor zwyczajna w Instytucie Informatyki Wydziału Informatyki Politechniki Poznańskiej. W kadencji 2012-2016 i 2016-2020 prorektor Politechniki Poznańskiej ds. nauki. W styczniu 2020 została wybrana pierwszym wiceprezydentem organizacji EURO.

## Życiorys
W 1978 ukończyła VIII Liceum Ogólnokształcące w Poznaniu. Studiowała organizację i zarządzanie na Politechnice Poznańskiej (dyplom magisterski z wyróżnieniem w 1983) oraz matematykę na Uniwersytecie im. Adama Mickiewicza (dyplom z wyróżnieniem w 1986). Stopień doktorski z automatyki i robotyki uzyskała na macierzystej Politechnice w 1990 na podstawie pracy pt. System wspomagania decyzji wyboru strategii sterowania elastycznym systemem produkcyjnym, przygotowanej pod kierunkiem prof. Jana Węglarza. Habilitowała się w 1997 na podstawie dorobku naukowego i rozprawy pt. Dyskretno-ciągłe problemy szeregowania zadań. Tytuł naukowy profesora nauk technicznych został jej nadany w 2008. Poza Politechniką pracowała także jako profesor w Państwowej Wyższej Szkole Zawodowej w Gnieźnie.
Była redaktorem opracowania Metody sztucznej inteligencji w zarządzaniu i sterowaniu (Wydawnictwo Uniwersytetu Śląskiego, Katowice 2005) oraz autorką podręcznika Badania operacyjne i teoria optymalizacji (Wydawnictwo Politechniki Poznańskiej, Poznań 2012, ISBN 978-83-7775-166-4). Artykuły publikowała w takich czasopismach jak m.in. "European Journal of Operational Research", "Operations Research Letters", "Foundations of Computing & Decision Sciences" oraz "Discrete Applied Mathematics".